# Zheng Xuan
En aquest nom xinès, el cognom és Zheng.
Zheng Xuan (127-200), nom de cortesia Kangcheng (en xinès: 康 成), va ser un filòsof, polític i escriptor xinès confucià de finals de la dinastia Han. Va néixer a Gaomi (comandància de Beihai), l'actual Weifang (Shandong), i va ser alumne de Ma Rong.
Com el seu mestre, era membre de l'Antiga Escola de Text, que desafiava l'ortodoxa Nova Escola de Text. El seu rival contemporani era He Xiu (xinès: 何休, 129-182). Zheng destaca pel seu intent sincrètic de superar els dos segles de rivalitat entre les dues escoles. Va adoptar els punts forts de cada escola en la interpretació dels clàssics confucians, tot i que normalment va afavorir els ensenyaments del text antic. Va ser molt influent, però el govern mai no va adoptar oficialment els seus ensenyaments. La dinastia Han ja estava en decadència durant la seva vida i es va esfondrar una generació després de la seva mort. Ambdues escoles no van sobreviure al caos, però la concepció de Zheng sobre el confucianisme seria la interpretació principal durant segles.
El 200, durant la batalla de Guandu, Zheng va ser ordenat pel senyor de la guerra Yuan Shao a la fortalesa de Yuan (a l'actual comtat de Daming, província de Hebei), on va morir de malaltia al juny.
El santuari commemoratiu de Zheng Xuan a Shandong es va reconstruir sota supervisió de Ruan Yuan (xinès: 阮元) (1764-1849) el 1793.

## ARomanç dels Tres Regnes
Zheng Xuan apareix al capítol 22 de la novel·la Romanç dels Tres Regnes, que dramatitza el final de la dinastia Han i la posterior època dels Tres Regnes. Zheng és representat vivint a Xuzhou. Liu Bei demana a Zheng que escrigui a Yuan Shao per proposar una aliança contra Cao Cao.